# Червень 2013
Че́рвень 2013 — шостий місяць 2013 року, що розпочався у суботу 1 червня та закінчився у неділю 30 червня.

## Події
- 4 червня
  - Спільнота російської Вікіпедії вважає схід України «своїм».[1]

- 8 червня
  - Чемпіонкою цьогорічного Відкритого чемпіонату Франції з тенісу стала Серена Вільямс.[2]

- 9 червня
  - Чемпіоном цьогорічного Відкритого чемпіонату Франції з тенісу став Рафаель Надаль.[3]
  - Колишній співробітник ЦРУ Едвард Сноуден, був названий газетою Guardian інформатором, що організували витік даних про діяльність розвідслужб США.[4]
  - Помер шотландський письменник Ієн Бенкс.[5]

- 17 червня
  - На 36 році життя померла відома українська поетеса та журналістка Марина Брацило.[6]
  - Чеський прем'єр-міністр Петр Нечас пішов у відставку внаслідок корупційного скандалу[7].
  - Відкрито раніше невідомий шар рогівкової оболонки ока, який отримав назву «Шар Дюа».[8]

- 22 червня
  - На 37-й сесії Комітету Світової спадщини ЮНЕСКО було прийнято рішення про включення двох українських об'єктів до світової спадщини ЮНЕСКО: Херсонес Таврійський та Дерев'яні церкви карпатського регіону.[9]

- 23 червня
  - Внаслідок нападу терористів на базовий табір альпіністів при підніжжі гори Нангапарбат загинули п'ятеро українських альпіністів на чолі з Ігорем Свергуном.[10][11]

- 24 червня
  - Колишній прем'єр-міністр Італії Сільвіо Берлусконі судом першої інстанції визнаний винним у тому, що платив за секс з неповнолітньою повією, та у зловживанні службовим становищем[12].
  - У пустелі в Об'єднаних Арабських Еміратах загинув український автогонщик Вадим Нестерчук.[13]

- 30 червня
  - Переможцем Кубку конфедерації 2013 року стала збірна Бразилії.